# لورا ستوري
لورا ستوري (بالإنجليزية: Laura Story)‏ هي مغنية ومغنية مؤلفة وملحنة أمريكية، ولدت في 5 سبتمبر 1978 في أوغستا في الولايات المتحدة.

## وصلات خارجية
- الموقع الرسمي
- لورا ستوري على موقع ميوزك برينز (الإنجليزية)
- لورا ستوري على موقع ديسكوغز (الإنجليزية)